# Hot Fuzz – Zwei abgewichste Profis
Hot Fuzz – Zwei abgewichste Profis (Originaltitel: Hot Fuzz, engl. für „Heiße Bullen“) ist eine britisch-französische Action-Komödie aus dem Jahr 2007. Sie ist der zweite Teil der Blood-and-Ice-Cream-Trilogie. Wie bei den anderen beiden Filmen der Reihe führte Edgar Wright Regie, Simon Pegg übernahm die Hauptrolle, und beide zusammen schrieben das Drehbuch.

## Handlung
Nicholas Angel ist Polizeibeamter in London und ein Überflieger, der seinen Job über alle anderen Dinge stellt. So schloss er beispielsweise seine Ausbildung mit Auszeichnung ab, ist Mitglied einer Spezialeinheit und verzeichnet die höchste Verhaftungsrate in der gesamten Stadt, was seine Kollegen und auch seine Vorgesetzten in ein immer schlechteres Licht rückt. Um Angel loszuwerden, wird er zum Sergeant befördert und gegen seinen Willen nach Sandford in der Grafschaft Gloucestershire versetzt, da nur dort eine entsprechende Stelle frei ist. Sandford ist das Dorf mit der niedrigsten Kriminalitätsrate in ganz England. Die Polizeidienststelle von Sandford besteht aus zwei gelangweilten Schichtbeamten, zwei arbeitsscheuen Zivilfahndern, einer vulgären Streifenpolizistin, einem nuschelnden Diensthundeführer, einem spießigen Sergeant und dem gutgläubigen Polizeichef Frank Butterman. Angel geht mit dem dicklichen und leicht trotteligen Danny Butterman auf Streife, der der Sohn des Polizeichefs und der jüngste Polizist auf dem Revier ist. Danny ist ein großer Fan von Actionfilmen und fasziniert von all den Dingen, die er meint, als Polizist in der Großstadt erleben zu können. Nicholas, der Dannys Vorliebe für Actionfilme nicht teilt, gibt Danny zu verstehen, dass es bei Polizeiarbeit nicht nur um Schießereien und spektakuläre Verfolgungsjagden gehe. Im Dienst prallen dabei zwei Welten aufeinander: Nicholas ist ein Polizist wie aus dem Lehrbuch, der sich penibel an alle Regeln hält und seinen Dienst selbst nach Feierabend sehr ernst nimmt. Danny langweilt sich dagegen während seiner Dienstzeit, geht lieber privaten Besorgungen nach oder zeichnet Cartoons in Form eines Daumenkinos in seinem Notizblock.
Der eintönige Dienstalltag von Nicholas und Danny besteht im Wesentlichen aus Streifengängen, Geschwindigkeitskontrollen und (vergeblichen) Versuchen, einen entlaufenen Schwan einzufangen. Ihr vorerst spektakulärster Fall wird das Ausheben einer riesigen illegalen Waffensammlung eines hinterwäldlerischen Bauern, zu der auch eine ausrangierte Seemine gehört. Diese Sammlung füllt von nun an die gesamte Asservatenkammer der Polizeiwache, die bis dahin völlig leer stand. Zur Feier dieses Erfolges lässt sich Nicholas von Danny schließlich dazu überreden, zusammen in der Dorfkneipe etwas trinken zu gehen und sich anschließend Gefährliche Brandung und Bad Boys II anzusehen.
Parallel dazu sterben innerhalb weniger Tage mehrere Dorfbewohner scheinbar durch Unfälle. Angel ist davon überzeugt, dass diese Menschen ermordet wurden, doch keiner glaubt ihm. Nachdem er einen der Morde selbst beobachtet hat, nimmt er zu Fuß die Verfolgung des Täters auf, der mit einem schwarzen Kapuzenumhang bekleidet ist. Der Täter kann zwar entkommen, jedoch verdächtigt Nicholas den Besitzer des örtlichen Supermarktes, Simon Skinner. Zusammen mit Danny recherchiert er umfangreich und konfrontiert Skinner mit dem Verdacht und den gesammelten Hinweisen. Da er aber keine eindeutigen Beweise vorlegen kann und Skinner für den letzten Mord ein perfektes Alibi hat, beginnt Nicholas, an seiner eigenen Urteilsfähigkeit zu zweifeln. Schon bald kommt er auf die Idee, dass es sich um mehrere Täter handeln muss, die sich gegenseitig decken. Bevor er diesem Einfall jedoch nachgehen kann, wird er in seinem Hotelzimmer selbst angegriffen und überlebt dies nur knapp. Durch den Mordversuch kann Angel die Spur allerdings zurückverfolgen und kommt einer Verschwörung der Sandforder Bürgerwehr auf die Spur. Die Verschwörer töten jeden, der die Idylle des Dorfes stört und dadurch die Auszeichnung von Sandford zum „Dorf des Jahres“ (im Original: Best Village Award) gefährden könnte. Ihnen gehören unter anderem auch Simon Skinner und der Dorfarzt an, der als Gerichtsmediziner fungiert und die Spuren der Morde verwischt. Die Leichen verstecken sie im Verlies der örtlichen Burg.
Angel will die Verbrecher bei ihrem nächtlichen Treffen verhaften, muss zu seinem Entsetzen aber feststellen, dass der Polizeichef Frank Butterman (Dannys Vater) der Anführer der Verschwörung ist. Mit Dannys Hilfe kann Nicholas in letzter Sekunde flüchten und sich auf den Weg nach London machen, um seine Kollegen über die Vorfälle zu informieren und Verstärkung zu holen. Als er unterwegs in einer Tankstelle ein DVD-Regal mit Actionfilmen entdeckt, entscheidet er sich aber anders. Er kehrt nach Sandford zurück und deckt sich in der Polizeiwache mit Waffen und Munition aus der Asservatenkammer ein. Zusammen mit Danny rückt er gegen die Mitglieder der Bürgerwehr vor, die ebenfalls schwer bewaffnet sind und heftigen Widerstand leisten. Es gelingt den beiden jedoch trotzdem, einen Großteil der Bürgerwehr kampfunfähig zu machen und auch die übrigen Polizisten der Dienststelle auf ihre Seite zu ziehen. Nach einem furiosen Showdown mit Verfolgungsjagd und Geiselnahme können sie schließlich auch die beiden führenden Mitglieder der Verschwörung, Simon Skinner und Polizeichef Butterman, dingfest machen.
Nachdem alles vorbei ist und Angel auch den entflohenen Schwan einfangen konnte, tauchen seine ehemaligen Vorgesetzten aus London auf und bieten ihm seinen alten Job an, da die Kriminalitätsrate in seiner Abwesenheit drastisch angestiegen ist. Angel lehnt das Angebot jedoch ab, da es ihm inzwischen in Sandford gefällt.
Während die Polizisten auf dem Polizeirevier mit der Erledigung des Papierkrams beginnen, stürmt ein letztes Mitglied der Verschwörer, der Vorsitzende der Nachbarschaftswache, mit einer Blunderbuss in das Polizeirevier. Als der Eindringling auf Angel schießt, wirft sich Danny in die Schusslinie und wird getroffen. Im einsetzenden Chaos stolpert der Verschwörer auf die Seemine in der Asservatenkammer und löst deren Explosion aus, wodurch das komplette Polizeigebäude zerstört wird.
Ein Jahr später: Nicholas und Danny sind wieder zurück im Streifendienst und legen am Grab von Dannys Mutter Blumen ab. Anscheinend wurde außer dem letzten Verschwörer niemand sonst von der Explosion getötet. Angel wohnt mittlerweile in einem kleinen Haus in Sandford und wurde zum Inspektor befördert, Danny hat seine Schussverletzung überstanden und ist zum Sergeant aufgestiegen. Als Streifenwagen nutzen die beiden einen nagelneuen Subaru Impreza WRX, in dem sie in der Schlussszene mit rasantem Fahrstil zu einem Einsatz fahren.

## Produktion

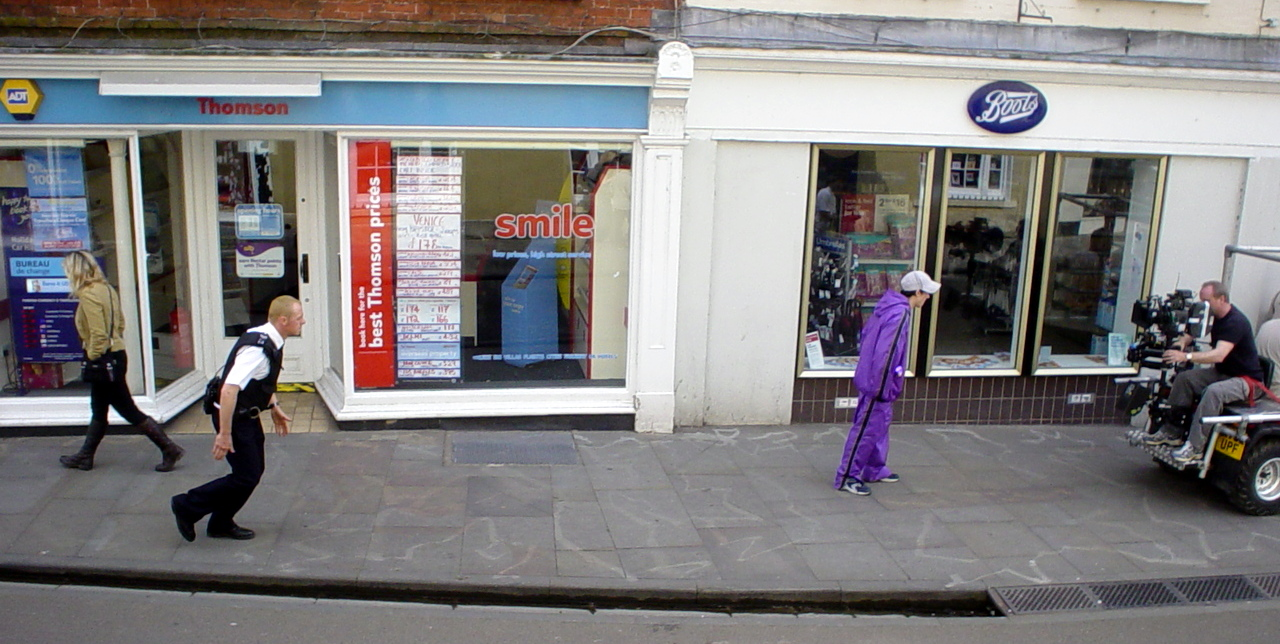
Simon Pegg während der Dreharbeiten

Die Dreharbeiten zu Hot Fuzz begannen im März 2006 und dauerten elf Wochen. Die Außenaufnahmen zu Hot Fuzz wurden größtenteils in Edgar Wrights Heimatstadt Wells gedreht. Im Film wird diese Stadt Sandford genannt, in der Realität ist dies der Name eines Trainingsgeländes, auf dem Polizisten ausgebildet werden. Die berühmte Kathedrale von Wells musste aus einigen Aufnahmen digital entfernt werden, da sie nicht zu einem kleinen Dorf, beziehungsweise einer Kleinstadt wie Sandford gepasst hätte. Die im Film gezeigte Kirche, auf deren Gelände der Wohltätigkeitsbasar stattfindet und Reporter Messenger zu Tode kommt, ist St. Cuthbert, eine weitere Kirche in Wells. Weitere Dreharbeiten fanden im Raum London sowie an anderen Orten in Südengland statt. Das Finale mit der Verfolgungsjagd und der Auseinandersetzung inmitten eines Miniaturdorfes entstand auf und am Gelände von Hatfield House in der Grafschaft Hertfordshire.
Mehrere Personen haben in dem Film einen Cameo-Auftritt. Peter Jackson ist zu Beginn des Films als messerstechender Weihnachtsmann, Regisseur Edgar Wright kurz als Regalauffüller im Supermarkt zu sehen. Angels Ex-Freundin von der Spurensicherung (die während dieser Szene bis auf die Augen komplett durch Schutzanzug und Mundschutz verhüllt ist) wird von Cate Blanchett dargestellt. Die drei Wettbewerbsjuroren werden von den Müttern von Pegg und Wright sowie einem ehemaligen Schullehrer Wrights gespielt. All diese Rollen werden im Abspann nicht erwähnt.
In der Anfangsszene im Londoner Polizeirevier sowie auch am Filmende (in Sandford) haben Martin Freeman, Steve Coogan (nicht im Abspann erwähnt) und Bill Nighy kurze Auftritte.
Stephen Merchant, einer der Autoren der britischen Serie The Office, übernahm die Rolle des Peter Ian Staker (in der deutschen Synchronisation „Peter Scott Nelke“), der den entlaufenen Schwan meldet.

## Synchronisation
Die Synchronisation des Films übernahm die Interopa Film nach einem Dialogbuch von Alexander Löwe unter der Dialogregie von Frank Schaff.
| Rolle                       | Schauspieler     | Deutscher Sprecher |
| --------------------------- | ---------------- | ------------------ |
| Sgt. Nicholas Angel         | Simon Pegg       | Dennis Schmidt-Foß |
| Danny Butterman             | Nick Frost       | Olaf Reichmann     |
| Inspector Frank Butterman   | Jim Broadbent    | Reinhard Kuhnert   |
| Simon Skinner               | Timothy Dalton   | Lutz Riedel        |
| Tom Weaver                  | Edward Woodward  | Otto Mellies       |
| Chief Inspector (in London) | Bill Nighy       | Frank Glaubrecht   |
| Sergeant (in London)        | Martin Freeman   | Oliver Rohrbeck    |
| Rev. Philip Shooter         | Paul Freeman     | Lothar Blumhagen   |
| Dr. Robin Hatcher           | Stuart Wilson    | Uli Krohm          |
| DS Andy Wainwright          | Paddy Considine  | Michael Nowka      |
| DC Andy Cartwright          | Rafe Spall       | Rainer Fritzsche   |
| PC Doris Thatcher           | Olivia Colman    | Silvia Mißbach     |
| Peter Scott Nelke           | Stephen Merchant | Bernhard Völger    |
| Eve Draper                  | Lucy Punch       | Julia Blankenburg  |
| Arthur Webley               | David Bradley    | Thomas Hailer      |
| Inspector (in London)       | Steve Coogan     | Bernd Vollbrecht   |
| Michael Armstrong           | Rory McCann      | Marlin Wick        |

## Trivia
Die einzige Person, die Nicholas Angel mit seiner Dienstnummer 777 anspricht, ist Simon Skinner. Dieser wird von Timothy Dalton gespielt, der in zwei Filmen James Bond mit der Nummer 007 verkörperte. Wiederum ist es Skinner, der den Reporter Tim Messenger mit seinem vollen Vornamen „Timothy“ anspricht. Auch das ist eine Anspielung auf Timothy Dalton.
Die Bürgerwehr (im Original Neighbourhood Watch Alliance) wird N.W.A abgekürzt und ist eine Anspielung auf die seit den 1980er-Jahren bekannte Hip-Hop-Gruppe N.W.A, eine Abkürzung für „Niggaz With Attitude“.
Während des ersten Besuchs in Skinners Supermarkt hält Danny Butterman eine DVD des Films „Supercop“ in den Händen. Im dahinter sichtbaren Wühlkasten liegt obenauf eine DVD mit dem Titel „Zombies Party“. Unter diesem Namen erschien der Vorgängerfilm „Shaun of the Dead“ im spanischsprachigen Raum. Die Abbildung von Hauptdarsteller Simon Pegg wird dabei durch das Preisschild verdeckt. Im Verlauf der anschließenden Verfolgung kommt es zu einer zweiten Anspielung, als Nicholas Angel über die Gartenzäune springt, was Shaun in „Shaun of the Dead“ noch misslang. Dass er den flüchtigen Ladendieb mit einer geworfenen Spraydose aus großer Entfernung außer Gefecht setzt, nimmt Bezug auf Crocodile Dundee – Ein Krokodil zum Küssen.
Die Kostüme, die Martin Blower und Eve Draper als Romeo und Julia tragen, entsprechen den Verkleidungen, die Leonardo DiCaprio und Claire Danes während des Maskenballs in William Shakespeares Romeo + Julia tragen. Auch wird in dieser Szene der Song „Lovefool“ von The Cardigans gesungen, der ebenfalls diesem Film entstammt.
Die Lieder, die Simon Skinner in seinem Auto hört, während er an den Unfallstellen vorbeifährt, sind Romeo and Juliet von den Dire Straits und Fire von Arthur Brown. Sie nehmen ironisch auf die Todesfälle Bezug.
In dem Computerspiel (MMORPG) Guild Wars gibt es eine Figur mit dem Namen Nicholas Sandford, die eine Anspielung auf Nicholas Angel und das Dorf Sandford aus dem Film ist. Das Gesicht ist dem des Schauspielers ähnlich modelliert.
Das ZDF strahlte den Film am 7. September 2009 als deutsche TV-Premiere unter dem Titel Hot Fuzz – Verbrechen verboten aus.

## Rezeption

### Finanzieller Erfolg
Der Film spielte an seinem Eröffnungswochenende allein im Vereinigten Königreich 7,1 Millionen Pfund ein. In den Vereinigten Staaten, wo der Film am 20. April 2007 startete, spielte er 23 Millionen US-Dollar ein. Bis zum Juni 2007 konnte der Film weltweit 73 Millionen US-Dollar an den Kinokassen einnehmen. Hot Fuzz startete am 14. Juni 2007 in den deutschen Kinos.

### Kritiken
Der Film erhielt vorwiegend positive Kritiken, so zählte die Kritikensammlung Rotten Tomatoes 91 % positive Kritiken (von insgesamt 203, Bewertung 7,7/10). In der Internet Movie Database erhielt Hot Fuzz eine Nutzer-Bewertung von 7,9.
Das Lexikon des internationalen Films bewertet den Film als „eine höchst vergnügliche, durch und durch britische Komödie, die mit guten Darstellern und treffendem Dialogwitz sympathisch unterhält und dabei mit klug eingesetzten Filmzitaten aufwartet“.
Die Deutsche Film- und Medienbewertung FBW in Wiesbaden verlieh dem Film das Prädikat „besonders wertvoll“.